# Газети Алжиру
Це список газет Алжиру.

## Арабська мова
- Екхорук — الشروق
- Ель-Хабар — الخبر
- Ель-Маса — المساء
- Ель-Моджагед — المجاهد
- Ан Наср — النصر
- Савт Аль Гарб — الغرب المقاومة

## Англійська мова
- The North Africa Journal — جريدة شمال إفريقيا

## Французька мова
- Le Soir d'Algérie
- Le Quotidiend'Oran[1]